# Sokokedvärguv
Sokokedvärguv (Otus ireneae) är en östafrikansk starkt hotad fågel i familjen ugglor inom ordningen ugglefåglar.

## Kännetecken
Sokokedvärguven är en mycket liten uggla, endast 15 centimeter lång, med små örontofsar. Liksom de flesta dvärguvar är den tätstrimmig och streckad. Både grå och rostfärgade former förekommer. Lätet är ett mjukt tu-tu-tu, upprepat tio eller fler gånger per minut.

## Utbredning och systematik
Sokokedvärguven förekommer i skogsområden i östra Kenya Arabuko Sokoke Forest mellan Kilifi och Malindi, men 1992 upptäcktes den även i låglänta områden i östra Usumbarabergen i Tanzania. Den behandlas som monotypisk, det vill säga att den inte delas in i några underarter. 

## Ekologi
Sokokedvärguven återfinns i låglänta områden mellan 50 och 170 meter över havet i Kenya och 200-400 meter över havet i Tanzania. Arten förekommer i skog, helst Cynometra- och Brachylaena-skog på röd sand, men finns även i Cynometra-buskmarker och Afzelia- och Cynometra-skogar på vitsand. Den vandrar tillfälligtvis in i miombo, men förekommer inte där träden är kortare än tre till fyra meter. Som föda intar den insekter, huvudsakligen skalbaggar.

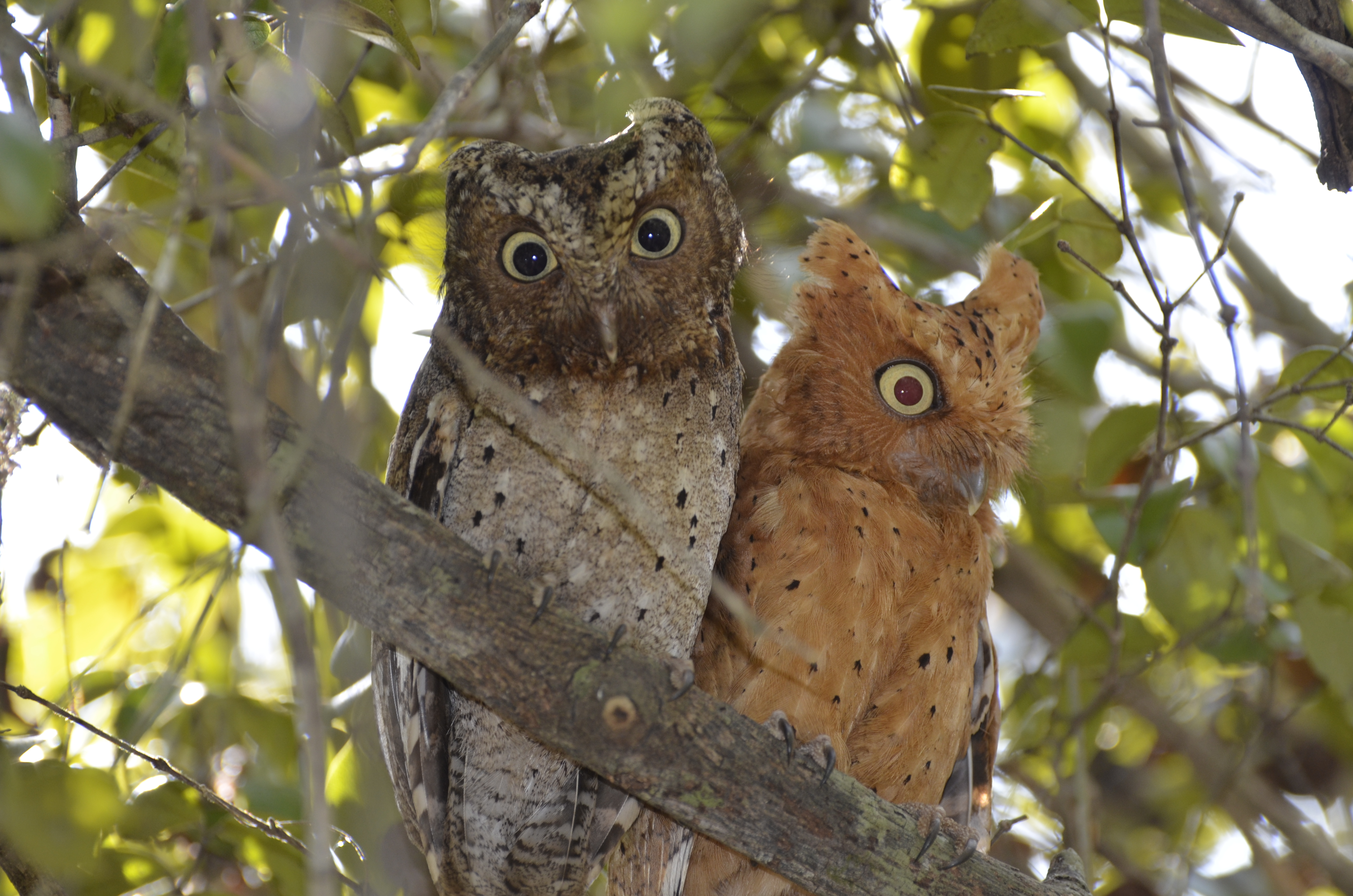

Fågeln födosöker mest på natten men även i skymning och gryning, huvudsakligen på jakt efter insekter. Häckningsvanorna är okända, men den tros häcka i trädhål som andra dvärguvar.

## Status och hot
Beståndet räknas totalt till åtminstone 2 500 individer, men studier mellan 2005 och 2008 visar att arten tros ha minskat med över 20 % på 16 år. Internationella naturvårdsunionen IUCN kategoriserar arten som starkt hotad på grund av dess begränsade och splittrade utbredning, den minskande populationen och habitatförstörelse.

## Namn
Fågelns vetenskapliga artnamn hedrar Irene Morden, amerikansk sponsor och samlare av specimen i Kenya 1965.